# Bernie Mac
Bernard Jeffrey McCullough (Chicago, Illinois; 5 de octubre de 1957-ibídem, 9 de agosto de 2008), conocido artísticamente como Bernie Mac, fue un comediante y actor de cine y teatro estadounidense, conocido por su papel de Frank Catton en la trilogía de Ocean's.

## Biografía
Trabajó en el Teatro Regal y se formó en los parques de Chicago cuando era pequeño. Se convirtió en comediante profesional en 1977 a los 19 años.
En 1992 hizo su debut en el cine con una pequeña actuación en Mo' Money (1992). Ésta fue la primera de una serie de películas en las que luego apareció, pero todos personajes menores, y generalmente comedias, incluyendo Who's the Man? (1993), House Party 3 (1994) y The Walking Dead (1995). 
A partir de 1995 su carrera fue en ascenso. Ese año hizo un especial de HBO llamado Midnight Mac (Mac de medianoche) e interpretó a un reverendo en la comedia de Ice Cube, Friday. En 1996 actuó en la película de Spike Lee, Get on the Bus, y en Don't Be a Menace to South Central While Drinking Your Juice in the Hood. En esta época hizo una participación en la serie Moesha. Sus siguientes películas fueron más substanciales, How to Be a Player (1997) y The Players Club (1998). En 1999, Bernie tuvo su mayor participación en un filme, hasta ese momento, en Life, con Eddie Murphy.
También trabajó en la trilogía Ocean's (Ocean's Eleven, Ocean's Twelve y Ocean's Thirteen). Más recientemente, participó en las películas Transformers, producida por Steven Spielberg. Las últimas películas en las que trabajó fueron Madagascar 2: Escape de África (2008), Soul Men (2008) y Old Dogs (2009), estrenadas póstumamente.

## Fallecimiento
Falleció el 9 de agosto de 2008 en su ciudad natal, a causa de una complicación de la neumonía que padecía.
Durante el año 2005, sufrió sarcoidosis, la cual afectó a sus pulmones, complicando gravemente la neumonía que padecía desde hace varios años. A su muerte, dejó una hija, una nieta y una esposa con la que llevaba casado 31 años.

## Películas
1. Old Dogs (2009) .... Jimmy Lunchbox última película
2. Soul Men (2008) .... Floyd Henderson
3. Madagascar: Escape 2 Africa (2008) (Voz) .... Zuba
4. Welcome to the Family (2008) (TV) .... Narrator
5. Starting Under (2008) (TV) .... Bernie
6. Ocean's Thirteen (2007) .... Frank Catton
7. Transformers (2007) .... Bobby Bolivia
8. Pride (2007) .... Elston
9. The Bernie Mac Show .... Bernie 'Mac' McCullough (103 episodes, 2001-2006)
10. Honor Deferred (2006) (TV) .... Host
11. Inspector Gadget's Biggest Caper Ever (2005) (V) .... Gadget Mobile
12. Guess Who (2005) .... Percy Jones
13. Lil' Pimp (2005) (V) (voice) .... Fruit Juice
14. Ocean's Twelve (2004) .... Frank Catton
15. Mr 3000 (2004) .... Stan Ross
16. Bad Santa (2003) .... Gin
17. Los ángeles de Charlie: Al límite (2003) .... Jimmy Bosley
18. "King of the Hill" .... Mack (1 episode, 2003)
19. Head of State (2003) .... Mitch Gilliam
20. Ocean's Eleven (2001) .... Frank Catton
21. What's the Worst That Could Happen? (2001) .... Uncle Jack
22. "Moesha" .... Uncle Bernie (11 episodes, 1996-2000)
23. Life (1999) .... Jangle Leg
24. The Players Club (1998) .... Dollar Bill
25. Don King: Only in America (1997) (TV) .... Bendini Brown
26. How to Be a Player (1997) .... Buster
27. B*A*P*S (1997) .... Mr. Johnson
28. Booty Call (1997) .... Judge Peabody
29. "The Wayans Bros." .... Shank (1 episode, I Do)
30. Get on the Bus (1996) .... Jay
31. Don't Be a Menace to South Central While Drinking Your Juice in the Hood (1996) .... Officer Self Hatred
32. Reasons (1996)
33. Friday (1995) .... Pastor Clever
34. The Walking Dead (1995) .... Ray
35. Above the Rim (1994) .... Flip
36. House Party 3 (1994) .... Uncle Vester
37. Who's the Man? (1993) .... G-George
38. Mo' Money(1992) .... Club Doorman